# The Winston Blue
The Winston Blue es el nombre dado a un diamante azul considerado la pieza impecable y vívida de mayor tamaño de su categoría, adquirido por Harry Winston, Inc. (una subsidiaria propiedad al 100 % de Grupo Swatch desde enero de 2013) el 15 de mayo de 2014 a una persona anónima por 23,8 millones de dólares en la subasta Geneva Magnificent Jewels de la casa Christie's. El precio de aproximadamente 1,8003 millones de dólares por quilate pagado por el diamante de 13,22 quilates es un récord mundial para un diamante azul. Harry Winston, Inc. también había adquirido un diamante incoloro de 101,73 quilates llamado Winston Legacy en la subasta de joyas de Christie's celebrada en Ginebra en 2013. La joyería de lujo estadounidense pagó entonces 26,7 millones de dólares por el diamante incoloro (254.400 dólares por quilate), batiendo el récord mundial del precio más alto pagado por quilate por una pieza de este tipo.
Para la subasta, el diamante fue bautizado como «The Blue». El nombre «Winston Blue» se lo puso Nayla Hayek, directora ejecutiva de Harry Winston Inc., después de su adquisición en la subasta. Tras la compra del diamante, Hayek declaró:
 En enero de 2013, adquirimos la joyería Harry Winston y, desde entonces, mi ambición ha sido adquirir las gemas más codiciadas y únicas. Cuando Christie's anunció que ofrecían el diamante azul fantasía-vívido más grande e impecable jamás clasificado por el GIA, tuve que comprarlo. Hoy, me enorgullece poseer el diamante azul más hermoso del mundo: El «Winston Blue».
La casa de subastas Christie's International, con sede en Londres, recuperó el récord de la mejor subasta de joyería con la celebración de la subasta Geneva Magnificent Jewels. El récord lo ostentó Sotheby's hasta el 13 de mayo de 2014. La subasta de Christie's en Ginebra alcanzó un total de 154,19 millones de dólares, un récord mundial para la mayor cantidad obtenida hasta entonces en una subasta de joyería.
El diamante está flanqueado a ambos lados por sendos diamantes en forma de pera, con un peso aproximado de 1,00 y de 0,96 quilates respectivamente. El Gemological Institute of America certificó el 25 de marzo de 2014 que la piedra era de un azul intenso y sofisticado, con una claridad impecable, y clasificado como un diamante tipo IIb.